# Marcos Fink
Marcos Fink es un bajo barítono nacido en Buenos Aires, Argentina.
Descendiente de inmigrantes eslovenos, recibió instrucción musical desde pequeño, actúa en el Coro Polifónico Nacional y comienza su carrera como solista en 1985.
Ganó la Beca Shell en 1988 para perfeccionarse en Londres con la soprano británica Heather Harper.
Como solista actúa en Francia, Suiza, Portugal, España, Alemania, Austria, Italia, Eslovenia bajo la dirección de Semyon Bychkov, Sylvain Cambreling, Michel Corboz, Hans Graf, Theodor Guschlbauer, Leopold Hager, Martin Haselböck, Milan Horvat, René Jacobs, Alain Lombard, Uwe Mund, Anton Nanut, Donato Renzetti, Claudio Scimone entre otros.
Su debut en ópera fue en el Festival de Salzburgo en 1990 en Otello (Verdi); como solista del Salzburger Landestheater, cantó Fígaro y Leporello. Además de Don Alfonso (Cosí fan tutte) en Fráncfort del Meno y en Die Zauberflöte en Burdeos. Participa en producciones en los teatros de París, Basilea, Burdeos, Estrasburgo, Catania, Trieste, San Sebastián, Fráncfort del Meno y Liubliana.
En el año 2001 se presentó en el Teatro Colón en La pasión según San Mateo de Bach dirigido por Michel Corboz.
Distinguido liederista y recitalista, ha realizado numerosos registros destacándose uno de canciones argentinas con su hermana la mezzosoprano Bernarda Fink.

## Discografía referencial
- Eduard Marxsen: Songs, Piano Works / Alexandra Coku
- Canciones Argentinas (Piazzolla, Ginastera, Guastavino, etc) / Carmen Piazzini
- Guastavino: Flores Argentinas / Luis Ascot
- Mozart: Don Giovanni / Jacobs, Freiburg Baroque Orchestra (DVD)
- Rossini: Petite Messe Solenelle / Beck
- Schubert: Die schöne Müllerin, Winterreise, Schwanengesang / Valant
- Schumann: Dichterliebe, Liederkreis op. 39 / Valant